# Kwan-ichi Terazawa
Kwan-ichi Terazawa (寺沢 寛一 Terazawa Kan'ichi?, 15 de julio de 1882 – 5 de febrero de 1969) fue un matemático Japonés y administrador.
Terazawa nació en Yonezawa, se graduó en la Universidad Imperial de Tokio en 1908 donde siguió sus estudios de Física, y obtuvo su grado de D.Sc. en 1917. Su carrera en la Universidad Imperial de Tokio se extendió desde 1918 hasta su retiro en 1949, donde se desempeñó como profesor en el área de Física, mientras trabajaba como profesor en el Aeronautical Research Institute durante diecinueve de estos años. Se desempeñó además como director de esa institución en el periodo 1942-1943 y como profesor en el Earthquake Research Institute desde 1936 hasta 1942 (y como su director entre 1938 y 1942). Durante el periodo 1938-1943 trabajó como decano de la Facultad de Ciencias y en 1951 ingresó a la Japan Academy.

## Publicaciones
- Introduction to Mathematics for Natural Scientists (in Japanese). Iwanami-shoten 1928, 1954.
- Introduction to Mathematics for Natural Scientists II (in Japanese). Iwanami-shoten 1960.